# Луг (товариство)

Емблема товариства Луг

«Луг» — руханково-пожарне товариство в Галичині, засноване 1925 року. Незмінним головою організації був Роман Дашкевич. У 1930-х роках одна з найчисленніших легальних молодіжних громадських організацій у Галичині. Заборонене радянською владою в 1939 році.

## Історія
Через заборону польської влади в 1924 році на діяльність популярного руханково-пожарного товариства «Січ» на теренах Галичини українські патріотичні сили почали шукати спосіб відновити товариство. Навесні 1925 року старшина «Повітової Січі» внесла до польської адміністрації проекти статутів руханково-пожарного товариства під трьома назвами: «Братство», «Луг» і «Січ». Львівське воєводство затвердило статут товариства «Луг» у селі Підберізці, статут товариства «Братство» в селі Глуховичі, але відкинуло статут товариства «Січ» у селі Сороки. Від того часу «Повітова Січ» почала закладати осередки нового товариства — «Луг».
У червні 1926 року відбулося перше Лугове свято. З ініціативи та під керівництвом товариства по всій Галичині проводили спортивні свята, ставили вистави і концерти, члени товариства виступали з доповідями. Товариство мало декілька спортивних команд нижчого рівня, що виступали у львівській зоні. Серед секцій виділялися: боксерська, легкоатлетична, гімнастична тощо. У 1935—1939 роках існувала футбольна команда товариства «Луг», що грала в нижчих лігах львівської зони.
Періодичні заняття «Луг» проводив на площі «Сокола-Батька» (біля вул. Стрийської). Згодом товариство винайняло для своїх зльотів і вправ ділянку на перетині Вулецької вулиці (теперішня Сахарова) та вулиці Івашкевича (сучасна Княгині Ольги), де збудувало «Луговий город». Ця спортивна арена стала однією з головних у Львові.
Організаційна структура «Луга» складалась з трьох ступенів: центральний відділ у Львові, повітові «Луги» й місцеві осередки товариства. Організації «Луга», маючи забезпечували активну участь членів товариства у військовій підготовці (проведення польових занять, стрільб тощо), керували розвитком спорту серед української молоді. Серед провідних діячів товариства були О. Коберський, М. Козланюк, О. Куцерба, І. Мамчак, Ю. Мамчак та інші.
Влада намагалася заборонити товариство, яке проповідувало українську національну ідею. Якщо наприкінці 1927 — на початку 1928 років діяло понад 800 «Лугів», які об'єднували 40000 осіб, то до Лугового свята у червні 1930 року залишилися 350 не надто активних осередків. 1933 року «Луг» був заборонений. Того ж року частина членів «Луга» створила реорганізоване товариство і його також очолив Роман Дашкевич. Офіційно товариство проводило лояльну до влади діяльність, але мало чітку національну позицію. Головну частину членів становили ремісники, селяни та студентство. 1939 року існувало 805 місцевих осередків «Луга», в яких нараховувалось близько 50 000 членів.
Головною метою товариства було фізкультурно-патріотичне виховання молоді для майбутньої боротьби за Українську державу.

## «Вісти з Лугу»
Протягом 1926—1939 років організація видавала у Львові часопис «Вісти з Лугу» (редактори: Роман Дашкевич, О. Федорчак, Анатоль Курдидик). Видання популяризувало діяльність «Лугів». Тут було чимало корисних методичних порад, як планувати роботу місцевих організацій, йшла мова про хиби у їх діяльності. Фахові статті стосувалися пожежної справи, руханки і спорту. Часопис виходив до 1939 року.